# Rajiv Pratap Rudy

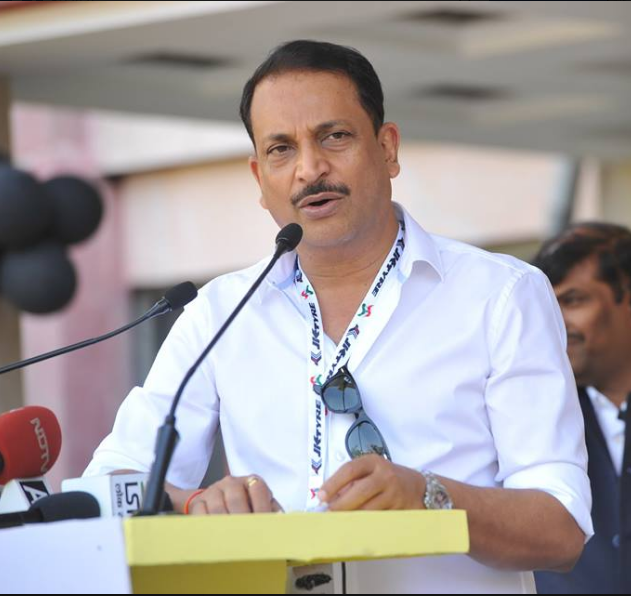
Rajiv Pratap Rudy

Rajiv Pratap Rudy är en indisk politiker (BJP). Han var först handelsminister och sedan minister för civilflyget i Atal Behari Vajpayees indiska regering 1998 - 2004. I valet 2004 förlorade han sitt mandat för Chapra i norra delen av delstaten Bihar till Laloo Prasad Yadav, och står därför utanför Lok Sabha under dess fjortonde valperiod.